# HMS Achilles (S125)
Pour les autres navires du même nom, voir HMS Achilles.
Le HMS Achilles (pennant number : S125) est un sous-marin nucléaire d'attaque britannique de Classe Astute, le septième et dernier de sa classe. Il est en cours de construction pour la Royal Navy. 

## Conception

### Propulsion
Le réacteur nucléaire PWR2 du HMS Achilles n’aura pas besoin d’être rechargé en combustible pendant les 25 ans de service du bâtiment. Le sous-marin peut recycler son air et purifier l'eau alors qu’il fait route en immersion. Il serait donc en mesure de faire le tour du monde sans refaire surface. La principale limite à l’autonomie du sous-marin sera l’approvisionnement de trois mois de nourriture transportée pour ses 98 officiers et marins.

### Armement
Le HMS Achilles disposera d’une capacité de stockage jusqu’à 38 projectiles pour ses six tubes lance-torpilles de calibre 21 pouces (533 mm). Le sous-marin sera capable d’utiliser des torpilles lourdes Spearfish, mais aussi des missiles BGM-109 Tomahawk Block IV d’une portée de 1000 milles (1600 kilomètres) pour attaquer des objectifs terrestres.

## Engagements
La confirmation de la construction du septième et dernier bateau de classe Astute a été donnée dans la revue stratégique de défense et de sécurité 2010, bien que la commande n’ait été passée qu’en 2018.
Le 11 décembre 2012, le gouvernement britannique a annoncé que des articles à longue durée de réalisation avaient été commandés pour les bateaux 6 et 7.
Le 6 mars 2018, le ministre des Marchés publics de la défense, Guto Bebb, a confirmé que le ministère de la Défense avait obtenu l’approbation du Trésor de Sa Majesté pour signer un contrat pour le septième navire de classe Astute, après la divulgation d’un document de la Marine qui suggérait qu’il pourrait ne pas être construit par mesure d’économie. En mai 2018, il a été signalé que la construction du bateau numéro 7 avait commencé. Il est prévu qu’il soit mis en service entre 2024 et 2026. Il sera basé à Faslane (HMNB Clyde),.
Après avoir précédemment détenu le nom d'Ajax en cours de construction, il a été confirmé en mai 2018 que son nom serait HMS Agincourt, d’après le nom anglais de la bataille d'Azincourt, une écrasante victoire anglaise de la Guerre de Cent Ans au Moyen Âge. Il est toutefois renommé HMS Achilles à la fin du mois de janvier 2025, à la demande rapportée du roi Charles III,.